# 恩斯特·台爾曼島
|  |

恩斯特·台爾曼島（德語：Ernst-Thälmann-Insel）是一個位於古巴近海的長15 km（9.3 mi），寬500米（1,600英尺）的島嶼，得名於恩斯特·台尔曼。1970年代時，菲德爾·卡斯特羅曾承諾將贈送給東德一個島嶼，這個島就是恩斯特·台爾曼島，並在埃里希·昂纳克訪問古巴時舉辦了移交儀式。但兩德統一後一家德國報紙試圖進入該島時，被古巴當局告知移交僅具有象徵意義。

## 历史
直到1972年，这座岛都被称为卡约白南的匙岛（Cayo Blanco del Sur，意为南方的白色钥匙）。

### 1970年代

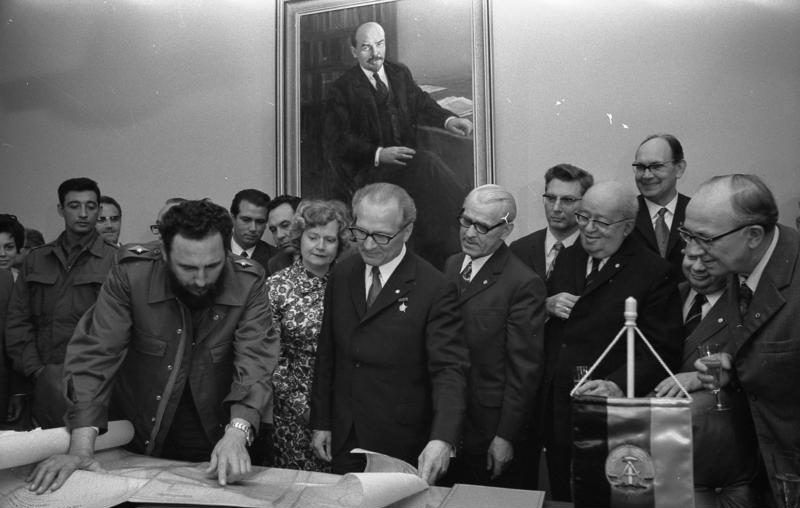
东柏林，1972 年 6 月 19 日：公报签署后，菲德尔·卡斯特罗（左）将古巴地图交给埃里希·昂纳克（中）。该地图标注了一个名为“恩斯特·台尔曼”的岛屿，其南部地区名为“民德海滩”（Playa RDA，DDR-Strand）。

在民德领导人昂纳克于1972年6月进行的对古国事访问期间，该岛被菲德尔更名为恩斯特·台尔曼岛，以纪念这位杰出的德国共产主义革命家。根据1972年6月20日《新德意志报》的报道，古巴领导人还宣布将台尔曼岛的一个海滩更名为德意志民主共和国海滩 。民德国家电视台新闻广播Aktuelle Kamera报道了于1921年8月18日举行的移交仪式以及台尔曼半身像的揭幕仪式，到场参与仪式的有民德驻古巴大使、数名民德代表以及大约一百名古巴代表。
1975年3月，民德政府派歌手弗兰克·舍贝尔前往古巴制作音乐录像带。该岛也被拍摄其中，后来这些画面被收入一部强调该岛是德古友谊象征的纪录片中。

### 冷战后
1998年，该岛遭受了飓风米奇的严重袭击，台尔曼的半身像被吹倒。
根据古巴驻德意志联邦共和国大使馆和德意志联邦共和国外交部的说法，重新命名及“移交”仪式只是一个“象征性行为”，该岛从未被古巴移交给外国，德国在统一前及统一后都不曾拥有该岛。

#### 文艺作品
由马克思·雷迈特主演的电影《恩斯特的岛》于2022年上映，讲述了一位东柏林人前往古巴实现其已故母亲的遗愿，将她的骨灰撒在恩斯特·台尔曼岛的故事。

## 延伸阅读
卡纳雷奥斯群岛，该岛附近的一个群岛。
摩洛西亚共和国，一个对民德宣战并认为民德仍存在于该岛的私人国家。